# Santo contra el Rey del Crimen
Série
Santo contra los zombis
(1961) Santo en el hotel de la muerte
(1963)
Pour plus de détails, voir Fiche technique et Distribution.
Santo contra el Rey del Crimen (trad. litt. : « Santo contre le Roi du Crime ») est un film mexicain de Federico Curiel, tourné en 1961 et sorti en 1962. C'est le quatrième volet de la série des  Santo, el enmascarado de plata, et le premier réalisé par Curiel. Il fut présenté, aux États-Unis, sous le titre Santo vs. the King of Crime.

## Synopsis
El Santo et ses amis fidèles luttent contre une dangereuse organisation criminelle.

## Fiche technique
- Titre original : Santo contra el Rey del Crimen
- Titre anglais ou international : Santo vs. the King of Crime
- Réalisation : Federico Curiel
- Scénario : Federico Curiel, Antonio Orellana, Fernando Osés
- Photographie : Fernando Colín
- Montage : José Juan Munguía
- Musique : Enrico C. Cabiati
- Société(s) de production : Estudios América, Películas Rodríguez
- Pays d’origine :  Mexique
- Langue originale : espagnol
- Format : noir et blanc — 35 mm — son Mono
- Genre : action, aventure
- Durée : 86 minutes
- Dates de sortie :
  - Mexique : 30 novembre 1962

## Distribution
- El Santo : Santo
- Fernando Casanova : Fernando Lavalle
- Ana Bertha Lepe : Virginia
- Roberto Ramírez Garza
- Begoña Palacios : Dancer in club
- René Cardona : Sr. Roberto de la Llata
- Yolanda Ciani : Mercedes
- Augusto Benedico : Matias
- Víctor Velázquez
- Guillermo Álvarez Bianchi : Don Cosme
- Antonio Raxel : Freddy, homme de main
- Fernando Osés
- Enrique Couto
- Alberto Mariscal
- Santanón
- Francisco Curiel
- Aquiles Elorduy
- José Luis Salsamendi

## Production
Santo contra el Rey del Crimen a été tourné entre le 16 octobre et le 30 novembre 1961, en même temps que deux autres films : Santo en el hotel de la muerte et Santo contra el cerebro diabólico.